# NGC 3683A
NGC 3683A (другие обозначения — UGC 6484, MCG 10-17-6, ZWG 291.75, IRAS11263+5724, PGC 35376) — спиральная галактика с перемычкой (SBc) в созвездии Большая Медведица.
Этот объект не входит в число перечисленных в оригинальной редакции «Нового общего каталога» и был добавлен позднее.
Галактика NGC 3683A входит в состав группы галактик NGC 3610. Помимо NGC 3683A в группу также входят ещё 12 галактик.